# Sepedon sphegea
Sepedon sphegea ist eine Fliege aus der Familie der Hornfliegen (Sciomyzidae).

## Merkmale
Die Fliegen erreichen eine Länge von 8–11 mm. Sie sind überwiegend braun oder schwarz gefärbt. Femora und Tibiae sind orange-rot gefärbt, die Tarsen schwarz. Die hinteren Femora besitzen eine Reihe abstehender Borsten. Die länglichen Fühler sind flaumig behaart. Die hervorstehenden Augen weisen eine bandförmige Musterung auf.

## Verbreitung
Sepedon sphegea ist in der Paläarktis verbreitet. Die Art kommt in weiten Teilen Europas vor. Sie kommt auch auf den Britischen Inseln vor.

## Lebensweise
Die Flugzeit dauert von April bis Anfang November. Die Fliegen halten sich meist in der Nähe von Gewässern auf. Man findet sie häufig an Gräsern und niedrig wachsenden Büschen. Die aquatisch lebenden Larven ernähren sich räuberisch von Wasserschnecken.